# رودريغو مازور
رودريغو مازور (بالإسبانية: Rodrigo Mazur)‏ هو لاعب كرة قدم أرجنتيني في مركز الدفاع، ولد في 3 يناير 1992 في بوينس آيرس في الأرجنتين. لعب مع فيرو كاريل أويستي.

## وصلات خارجية
- رودريغو مازور على موقع قاعدة بيانات كرة القدم.إي يو (الإنجليزية)
- رودريغو مازور على موقع Soccerway.com (الإنجليزية)